# Pilotrichella inflatifolia
Pilotrichella inflatifolia är en bladmossart som beskrevs av C. Müller 1886. Pilotrichella inflatifolia ingår i släktet Pilotrichella och familjen Meteoriaceae. Inga underarter finns listade i Catalogue of Life.